# 생물학적 반감기
생물학적 반감기(生物學的半減期, 영어: biological half-life)는 방사성 물질이나 약물 따위의 물질이 생물의 몸 속에서 절반으로 줄어드는 데 걸리는 시간이다. 일반적으로 물질의 혈장 농도가 최대혈장농도(Cmax)의 절반으로 줄어드는 시간을 통해 측정하며 기호로는 {\displaystyle t_{\frac {1}{2}}}로 나타낸다.
생물학적 반감기는 대사물질, 약물, 신호전달물질 따위가 몸에서 얼마나 빨리 없어지는지 아는 데 쓰인다. 일반적으로 생물학적 반감기는 간의 대사작용과 대소변을 통한 배출 등 신체의 자연스러운 기능에 관한 것이다. 반감기의 개념은 물질의 양이 대략 지수함수적으로 감소할 때 쓰인다.
의학의 맥락에서 생물학적 반감기는 어느 물질이 생명체의 혈액 전체를 순환하고 있을 때 물질의 혈장 속 농도가 절반으로 줄어드는 시간, 즉 혈장 반감기를 가리킨다. 이 측정값은 어떤 약물의 평균 혈중 농도를 일정하게 유지해야 할 때 약물을 얼마나 많이, 얼마나 자주 투여해야 할지 결정하는 데 도움을 주기 때문에 의학·약학·약물동태학에서 중요하게 쓰인다.
생물학적 반감기와 혈장 반감기의 관계는 약물의 특성에 따라 조직 내 축적(혈장단백결합), 활성 대사물질, 수용체 상호작용 등의 여러 요인이 개입하여 다소 복잡할 수 있다.

## 예시

### 주요 처방약
| 물질           | 생물학적 반감기                                                     |
| -------------- | ------------------------------------------------------------------- |
| 아데노신       | 10초 미만(추정)                                                     |
| 노르에피네프린 | 2분                                                                 |
| 옥살리플라틴   | 14분                                                                |
| 잘레플론       | 1시간                                                               |
| 모르핀         | 1.5 ~ 4.5시간                                                       |
| 플루라제팜     | 2.3시간 활성 대사물질(N-데살킬플루라제팜): 47 ~ 100시간             |
| 메토트렉세이트 | 3 ~ 10시간(저용량), 8 ~ 15시간(고용량)                              |
| 메타돈         | 15 ~ 72시간 드물게 최대 8일                                         |
| 디아제팜       | 20 ~ 50시간 활성 대사물질(노르다제팜): 30 ~ 200시간                 |
| 페니토인       | 20 ~ 60시간                                                         |
| 부프레노르핀   | 28 ~ 35시간                                                         |
| 클로나제팜     | 30 ~ 40시간                                                         |
| 도네페질       | 3일(70시간)                                                         |
| 플루옥세틴     | 4 ~ 6일(지속 투여시) 활성 지용성 대사물질(노르플루옥세틴): 4 ~ 16일 |
| 아미오다론     | 14 ~ 107일                                                          |
| 반데타닙       | 19일                                                                |
| 두타스테리드   | 21 ~ 35일(지속 투여시)                                              |
| 베다퀼린       | 165일                                                               |

## 같이 보기
- 반감기
- 유효 반감기